# Ашраф Сентсо
Ашраф Сенто (1963) — південно-африканський дипломат. Надзвичайний і Повноважний Посол ПАР в Україні.

## Біографія
Народився в 1963 році. Володіє англійською мовою, африкаанс, мовами коса і Басото.
У 1999 — 2000 рр. — директор Центру сприяння інвестиціям Корпорації національного розвитку Лесото.  
У 2000 — 2002 рр. — старший директор Управління міжнародного розвитку економічних питань. 
У 2002 — 2004 рр. — директор Управління Центральної і Східної Європи Міністерства закордонних справ ПАР. 
16 червня 2004 року вручив вірчі грамоти Президенту України Леоніду Кучмі. 
У 2004 — 2008 рр. — Надзвичайний і Повноважний Посол Південно-Африканської Республіки в Києві.

## Нагороди та відзнаки
- Присвоєно звання "Почесний доктор Міжнародної кадрової Академії"(2004)[1]